# Баранець американський
Баранець американський (Gallinago delicata) — вид родини баранцевих. Це птах середніх розмірів, що зустрічається в Північній Америці. Окремим видом було визнаний відносно недавно.

## Живлення
Бекас Вільсона живиться як і споріднені йому види червами (переважно, дощовими), комахами та іншими безхребетними тваринами, яких він викльовує з м'якого мулу своїм довгим і чутливим до дотиків дзьобом. Вживає в їжу Дтакож і деякі частини рослин. Його дзьоб влаштований досить рухливо і бекасу Вільсона під силу злегка відкрити кінчик дзьоба, не відкриваючи дзьоб в основі.